# كافومبا كوليبالي
كافومبا كوليبالي (بالفرنسية: Kafoumba Coulibaly)‏ (مواليد 26 أكتوبر 1985 في ساحل العاج) لاعب كرة قدم عاجي يلعب حاليا لصالح نادي الدرجة الأولى نيس الفرنسي منذ 2008 في مركز الوسط المحوري.

## روابط خارجية
- كافومبا كوليبالي على موقع اتحاد تركيا (لاعب) (الإنجليزية)
- كافومبا كوليبالي على موقع قاعدة بيانات كرة القدم.إي يو (الإنجليزية)
- كافومبا كوليبالي على موقع ليكيب (الفرنسية)
- كافومبا كوليبالي على موقع ناشيونال فوتبول تيمز (الإنجليزية)
- كافومبا كوليبالي على موقع Soccerway.com (الإنجليزية)
- كافومبا كوليبالي على موقع عالم كرة القدم.نت (الإنجليزية)
- كافومبا كوليبالي على موقع كووورة
- كافومبا كوليبالي على موقع أوليمبيديا (الإنجليزية)